# Reichshoffen
Reichshoffen là một xã trong tỉnh Bas-Rhin, thuộc vùng Grand Est của nước Pháp, có dân số là 5350 người (thời điểm 2004).

## Thông tin nhân khẩu
| 1962  | 1968  | 1975  | 1982  | 1990  | 1999  |
| ----- | ----- | ----- | ----- | ----- | ----- |
| 4.364 | 4.612 | 5.035 | 5.034 | 5.092 | 5.183 |

## Các thành phố kết nghĩa
- Kandel, Đức